# Hebballi, Badami
Hebballi là một làng thuộc tehsil Badami, huyện Bagalkot, bang Karnataka, Ấn Độ.